# Jęczniki Wielkie
Jęczniki Wielkie is een plaats in het Poolse district  Człuchowski, woiwodschap Pommeren. De plaats maakt deel uit van de gemeente Człuchów en telt 250 inwoners.